# Gastrophysa polygoni
Gastrophysa polygoni là một loài bọ cánh cứng trong họ Chrysomelidae. Loài này được Linnaeus mô tả khoa học năm 1758.

## Hình ảnh

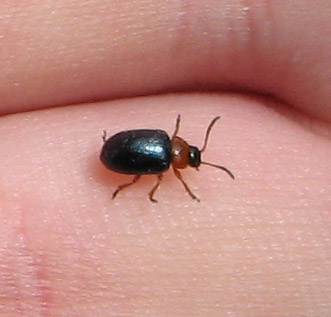
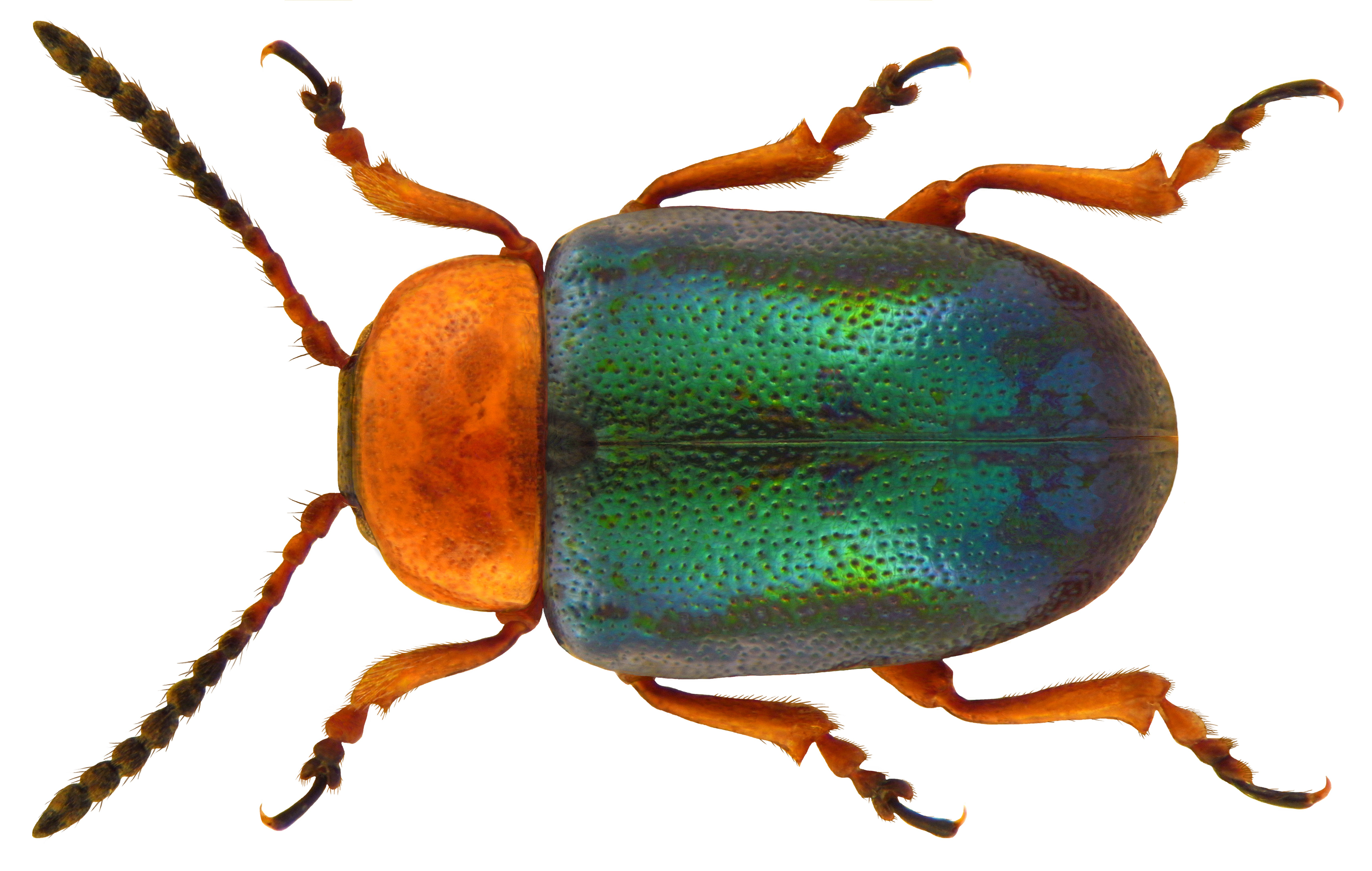
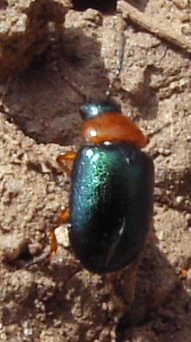
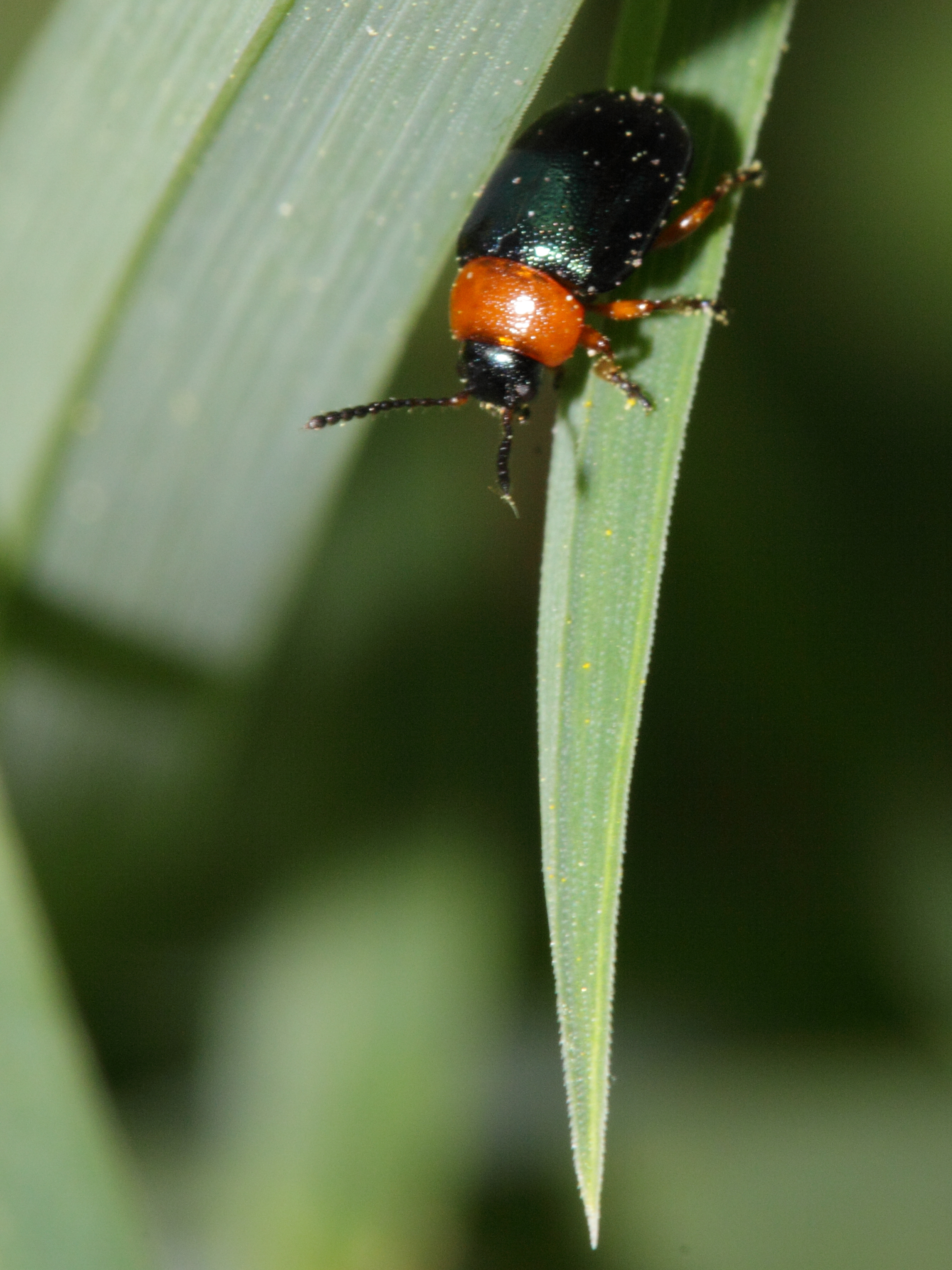